# Harukichi Yamaguchi
Harukichi Yamaguchi (山口 春吉, Yamaguchi Harukichi; Tsuna, 1881 - 1925) was een Japans crimineel. In 1915 richtte Yamaguchi de Yamaguchi-gumi op, dat zou uitgroeien tot wat nu het grootste yakuza-syndicaat ter wereld is. Na zijn dood in 1925 volgde zijn zoon, Noboru Yamaguchi, hem op als hoofd (kumicho) van de bende.